# Comarapa
Comarapa es una localidad y municipio de Bolivia, capital de la provincia Manuel María Caballero, en el departamento de Santa Cruz. El municipio tiene una superficie de 3.271,03 km², y cuenta con una población de 15 919 habitantes (INE 2012). La localidad fue fundada el 11 de junio de 1615 con el nombre de Santa María de la Guardia y Mendoza por don Pedro Lucio Escalante y Mendoza, por orden del virrey del virreinato del Perú, Juan de Mendoza y Luna, III marqués de Montes Claros.
Se caracteriza por su topografía variada que comprende tres regiones, desde la alta serranía húmeda de la Siberia, los valles rodeados de montañas, y parte de las llanuras amazónicas. Pueblo tradicional de valle con sus características propias de la región.
Represa de Comarapa, su riego alcanza a más de 2440 ha de tierra para diversos cultivos, a través de canales que llegan hasta las zonas amenazadas por la sequía. Es considerada una de las más importante del país, con una capacidad de almacenamiento de 10 millones de metros cúbicos y beneficia a 3000 familias de agricultores.

## Datos básicos

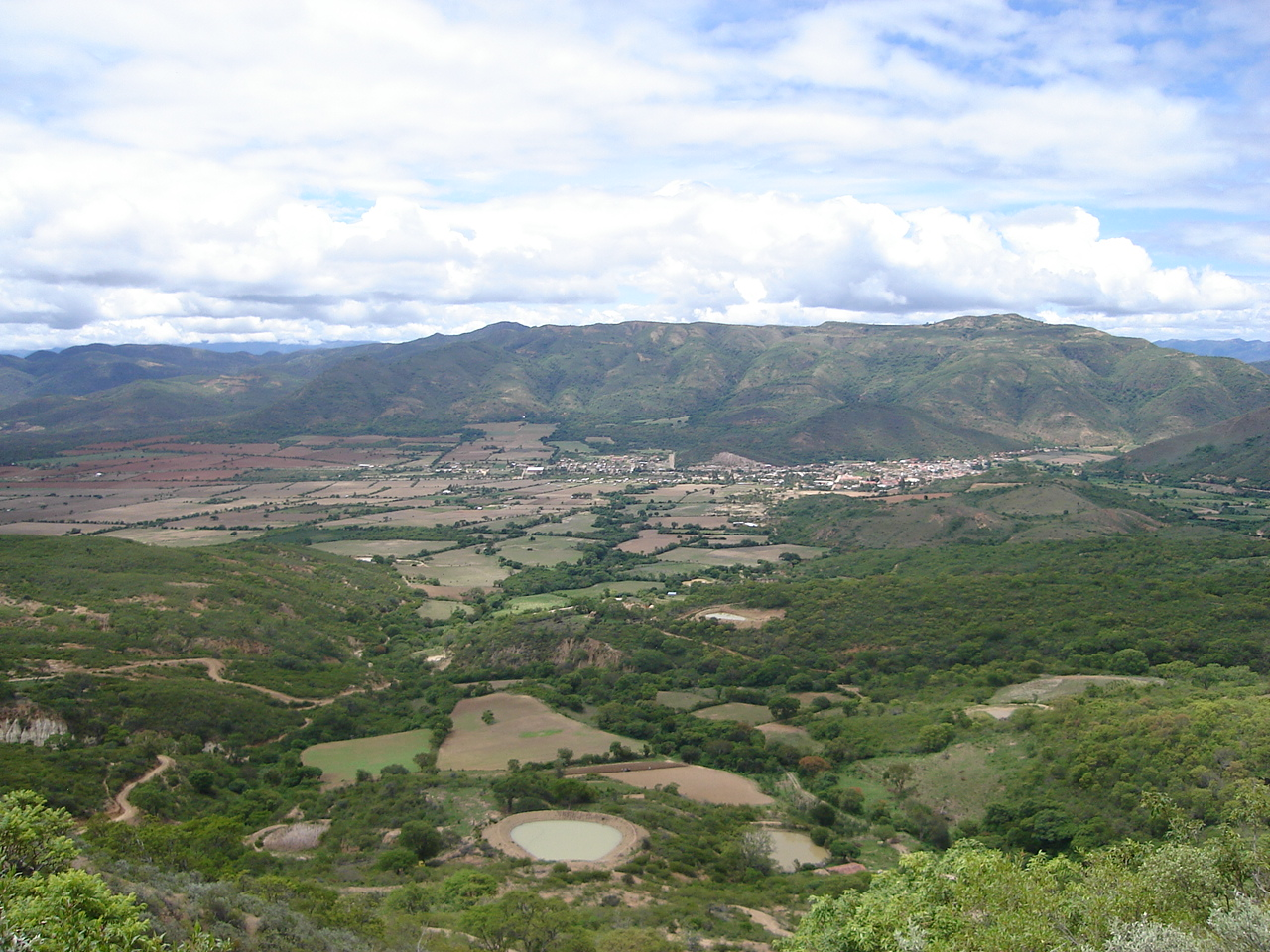
Vista panorámica de Comarapa.

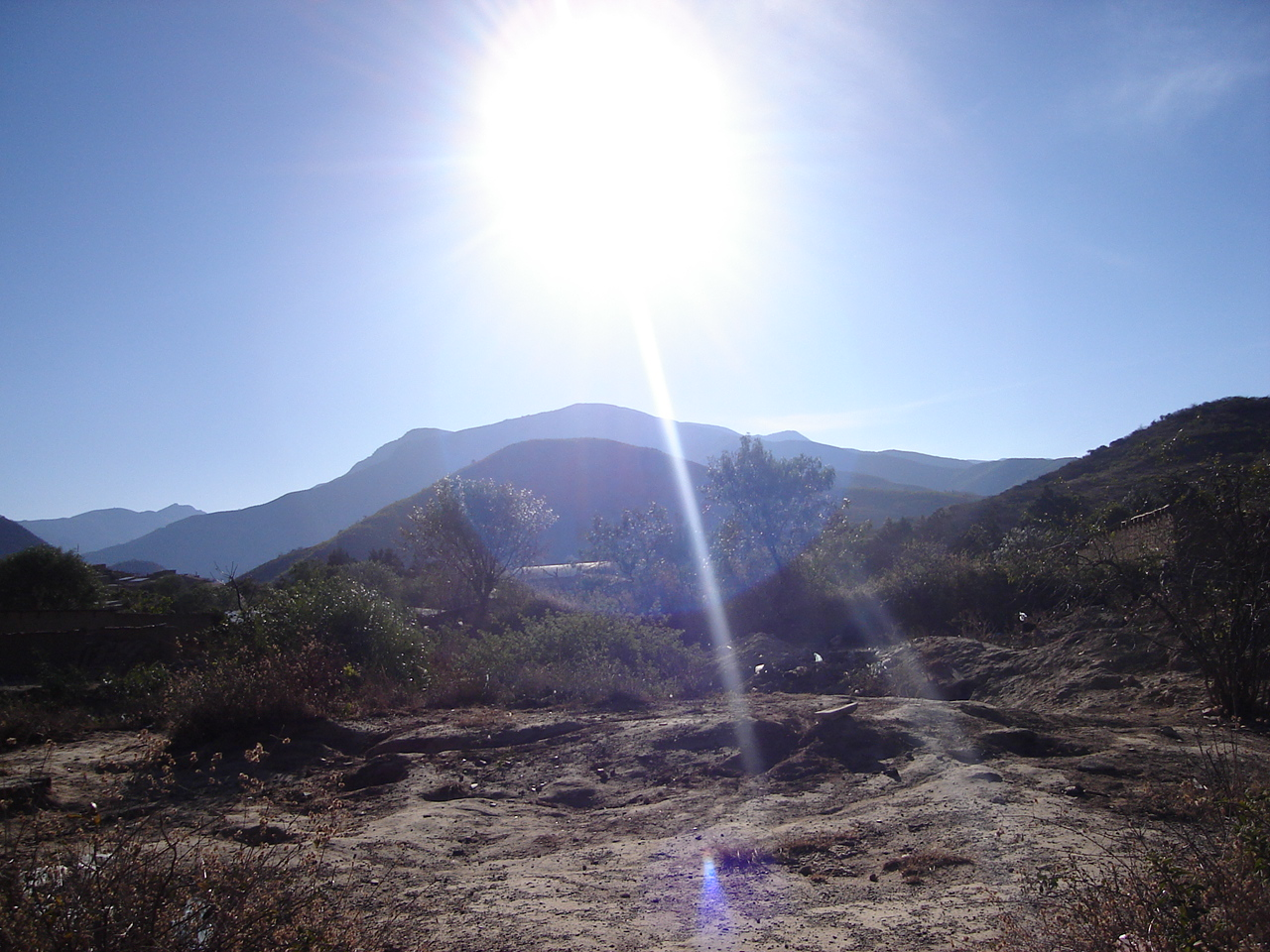
Atardecer en Comarapa.

- Se encuentra a 241 km de la ciudad de Santa Cruz.
- Se encuentra a 255 km de la ciudad de Cochabamba
- Se encuentra en las estribaciones de los Andes.
- Altitud 1800 m s. n. m.
- Su clima es templado y presenta fluctuaciones sustanciales en temperatura con la llegada de los frentes fríos del sureste durante el invierno. Tiene una temperatura media de 18 °C.

## Historia
Comarapa, capital de la provincia Manuel María Caballero, fue fundada por Don Pedro Lucio Escalante y Mendoza, por orden del Virrey del Perú, el 11 de junio de 1615 sobre los restos de una antigua fortaleza incaica, con el nombre de Santa María de la Guardia y Mendoza. 
Creación de sección según Ley de Fecha 4 de noviembre de 1960.
Fundada en 1615 bajo el nombre de Santa María de la Guardia y Mendoza, declarada por cédula de 1612 del Virreinato del Perú. En aquella época 200 españoles se asentaron en el valle.
El historiador y abogado Comarapeño Joel Villegas Rojas, el nombre Comarapa obedece a la conjugación de palabras quechuas: con - wara, que significan verde y campo que con el discurrir de los años se añadió la sílaba pa, llegando a constituirse en Conwarapa, y más tarde Comarapa, o sea Campo Verde, que es su característica nata.
Cuenta la historia que Ñuflo de Chaves, en 1648, pasó por Comarapa, siguiendo el Camino del Inca.[cita requerida]

## Demografía
De acuerdo con el censo boliviano de 2024, la población del municipio de Comarapa es de 17 132 habitantes.
La población del municipio aumentó en poco más de la mitad entre 1992 y 2024:
| Año  | Habitantes (municipio) | Fuente |
| ---- | ---------------------- | ------ |
| 1992 | 11.846                 | Censo  |
| 2001 | 14.660                 | Censo  |
| 2012 | 15.919                 | Censo  |
| 2024 | 17.132                 | Censo  |

## División política
Previo a la Constitución de 2009, el municipio se dividía en ocho cantones: Comarapa, Capillas, Manzanal, Pulquina, San Isidro, San Juan del Potrero, San Mateo y Torrecillas.

## Atractivos turísticos
Tanto la provincia Manuel María Caballero, como su capital Comarapa, cuentan con magníficos lugares, idóneos para hacer turismo.
- Laguna Verde
  - Aguas esmeralda.
  - Densa vegetación, ofrece un ambiente fresco y húmedo.
  - Ubicada en la zona alta de las montañas.

- Jardín de las Cactáceas
  - Más de 50 especies de cactus.
  - Único reservorio natural en Bolivia.

- Tunal
  - Inscripciones en bajo relieve en las rocas.

- El Almacigar
  - Existen pinturas rupestres.

- Represa La Cañada
  - Distante a 5 km del pueblo.
  - Lugar de pesca y natación.

- Pucaras
  - Fortalezas incaicas.
  - Lugar donde se producían los enfrentamientos entre tropas del inca, guaraníes y yuracarés.

- Torrecillas
- Siberia

## Centros Educativos
- Gabriel René Moreno  Fé y Alegría - Hermanos Maristas
- Gonzalo Drees
- Mariano Eliodoro Saucedo Sevilla
- Kinder Santa María
- Instituto técnico superior "Marcelino Champagnat"
- Capillas
- Lidia Quintana de Aranibar

## Economía

### Agricultura
Hay 100 productores de chirimoyas en la región de Comarapa. Los principales compradores son empresas de Santa Cruz y Cochabamba, que producen helados con base en la pulpa de la fruta y no menos importante es la demanda del fruto fresco. Los principales cultivos de Comarapa son la papa, con tres siembras anuales, la caña de azúcar destinada a la fabricación de chancaca y el trigo para semilla, fomentado por la Asociación de Semilleristas de Trigo Comarapa. Otros cultivos importantes son el algodón, tomate, poroto, maíz, pimentón, cebolla, comino, anís y frutales como tuna, mandarina, sandía, naranja, pacay, palta, manga, papaya, higo y limón.